# إسطرابون
إسطرابون (باليونانية: Στράβων)‏ (63 أو 64 ق.م - 24م)، هو عالم جغرافيا وفيلسوف ومؤرخ يوناني، عاش في آسيا الصغرى خلال الفترة الانتقالية للجمهورية الرومانية إلى الإمبراطورية الرومانية.

## حياته
ولد إسطرابون في قبادوقية سنة 63 أو 64 ق.م لأسرة ثرية، ووالدته كرجية الأصل، تتلمذ على يد الكثير من الجغرافيين والفلاسفة في اليونان وروما وكان من الفلاسفة الرواقيين وكسياسي كان من أنصار الاستعمارية الرومانية.
قام برحلاته المشهورة في البلاد المختلفة في الإمبراطورية الرومانية حتى وصل إلى الحدود الجنوبية لنهر النيل في إفريقيا لدراسة المعالم التاريخية والجغرافية وذكر ذلك في موسوعته «التاريخ الجغرافي» التي تتكون من 47 مجلدًا لمختلف البلدان والأماكن في أوروبا وآسيا وإفريقيا، ولم تعرف موسوعته الجغرافية كثيرًا في أيامه، وكانت مجهولة في القرون الوسطى حتى ظهرت إلى الوجود في عهد النهضة الأوربية في القرن السادس عشر الميلادي.
وتاريخ إسطرابون مفقود تمامًا ويعتقد أنه توفي سنة 23 أو 20 للميلاد تقريبا.

## الجغرافيا
ليس معروفا متى وأين بدأ إسطرابون بالكتابة في الجغرافيا ويعتقد أنه أنهى موسوعته الشهيرة في عصر الإمبراطور تيبريوس، وتقدم موسوعته وصفا لتاريخ الشعوب والأماكن من مختلف بقاع العالم المعلومة آنذاك، كما طرح إسطرابون مسائل أصل الشعوب وهجراتهم وتأسيس الممالك وأيضا درس علاقة الإنسان بالطبيعة المخلوقة، وتعد موسوعته مصدر هام للمعلومات عن العالم القديم وخاصة مع تطابق معلومات الموسوعة مع العديد من المصادر الأخرى، كما دون أيضا «المذكّرات التاريخيّة» ولكنّها فقدت.